# Silmandé (Tourbillon)
Pour plus de détails, voir Fiche technique et Distribution.
Silmandé (Tourbillon) est un long métrage de fiction de Pierre Yaméogo, sorti en 1998. Il a obtenu le prix Procirep au festival de Namur, le prix de la meilleure musique et le prix CILCS au FESPACO 1999.

## Synopsis
Les frères Jabert, Yacine et Amoudé, sont des commerçants libanais installés depuis deux générations au Burkina Faso. Yacine, l’aîné, prospère dans le commerce du riz et sa donnez-lui parallèlement à des activités illégales, profitant de ses relations avec la Première dame du pays. Amoudé, le cadet, est père d’un jeune garçon, Ali, né de sa relation avec Fati, une Burkinabè. À la suite d’un accident de circulation dans lequel un enfant perd la vie, Amoudé est emprisonné. Yacine déploie toute son influence pour le libérer, mais la lutte anticorruption menée par le gouvernement complique la situation. Afin de protéger sa famille et ses intérêts, Yacine accepte d’accompagner la Présidente dans un voyage à l’étranger, avec l’intention de placer de l’argent dans des banques suisses.

## Titre
Silmandé, qui signifie "tourbillon" en mooré, traite de la présence et du rôle des communautés étrangères en Afrique, en particulier des Libanais. Le film traite également de la fuite des capitaux, de la corruption et de la transparence des élections. Silmandé est également le nom d'un hôtel de luxe à Ouagadougou. Selon le réalisateur Pierre Yaméogo, le film a été inspiré par ses observations lors de ses voyages en Afrique.

## Fiche technique
- Titre original : Silmandé (Tourbillon)
- Réalisateur : Pierre Yaméogo
- Scénario : Pierre Yaméogo, Philippe Joïadé
- Direction de la photographie : Jean Clave
- Production : Dunia Productions, Les Films de l’Espoir, Afix Productions, Ministère de la Communication et de la Culture
- Assistants réalisateur : Dani Kouyaté
- Décors : Joseph Kpobly[3]
- Musique : Wasis Diop
- Montage : Jean Dubreuil
- Son : Emmanuel de Soria
- Format : 35 mm, couleur
- Durée : 85 minutes
- Langues : Français, Mooré, Arabe (sous-titres français)
- Genre : Comédie dramatique
- Pays : Burkina Faso
- Date de sortie en France : 1er décembre 1998
- Distribution : Cinémathèque Afrique (Cultures France)[3]

## Distribution
- Abdoulaye Komboudri
- Anne Roussel
- Stiti
- Doua Sidibé
- Amadou Bourou
- Ali Guentas
- Halidou Sawadogo
- Ibrahim Cissé
- Saïda Sallem
- Gustave Sorgho
- Dan Kader Seye
- Kady Drame
- Aï Keïta Yara
- Jeanne d’Arc Yaméogo

## Production
Le film est produit avec le soutien du Fonds Francophone (OIF / CIRTEF) , Afix Productions, Thelma (Suisse) et DIPROCI  

## Réception
À sa sortie, Silmandé a  suscité un intérêt , notamment au Ciné-Burkina et au Neerwaya, avec plus de 5 000 entrées enregistrées dans chaque salle en trois jours. 
Cependant, le film a également provoqué une réaction du ministre des émigrés libanais, Talal Arslane, qui a dénoncé une « campagne diffamatoire » envers la diaspora libanaise en Afrique, conduisant à un retrait partiel de la diffusion du film par des compagnies sionistes et financé par une société libanaise. 

## Distinctions
- Prix Procirep, Festival de Namur 1998[5]
- Prix ACCT, Festival de Carthage 1998
- Sélection ACID, Festival de Cannes 1998
- Prix de la meilleure musique, FESPACO 1999
- Prix du CILCS, FESPACO 1999